# Imre Ványai
Imre Ványai (* 27. November 1904 in Großwardein; † 1980er Jahre ebenda) war ein siebenbürgischer Maler und Grafiker der Moderne.

## Leben
Er arbeitete als Drucker und Lithograf in der Großwardeiner Typografie Sonnenfeld. 1932 nahm Ványai an der Gründungsversammlung der Asociația Artelor Frumoase (deutsch: Vereinigung Bildender Künstler) u. a. mit Ernő Grünbaum, Alfred Macalik oder Jenő Pozsonyi teil. Noch im selben Jahr wurden seine Werke zum ersten Mal ausgestellt, was ihm gute Kritiken einbrachte. Im Oktober 1933 nahm er an der Ausstellung Junger Künstler (Expozitia tinerilor artiști) im Weiszlovits-Palast in Oradea teil.
Imre Vanyai fertigte auch zahlreiche Porträts bekannter Persönlichkeiten an.

### Lexikalisch
- Ungarisches Biografie-Verzeichnis (Magyar Életrajzi Index)